# Alicia sansibarensis
Alicia sansibarensis är en havsanemonart som beskrevs av Oscar Henrik Carlgren 1900. Alicia sansibarensis ingår i släktet Alicia och familjen Aliciidae. Inga underarter finns listade i Catalogue of Life.